# Klaus Rifbjerg

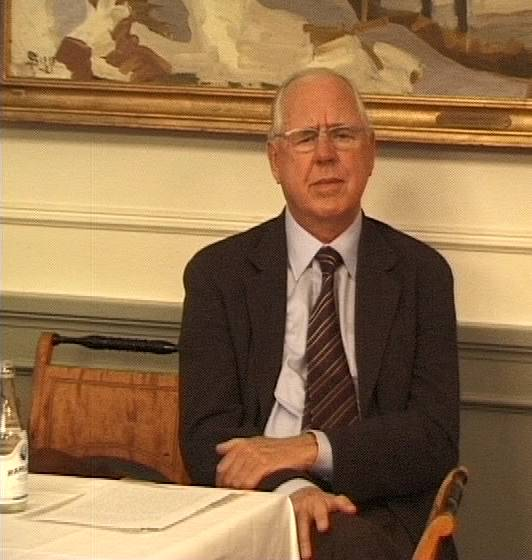
Rifbjerg en 2001.

Klaus Rifbjerg (Copenhague, 15 de diciembre de 1931 - 4 de abril de 2015) fue un novelista, dramaturgo, periodista y crítico literario danés, galardonado en 1970 con el prestigioso Premio de Literatura del Consejo Nórdico.
Hijo de maestros, creció en la isla de Amager y estudió inglés y literatura, pasando un año en la Universidad de Princeton.

## Obras

### Poesía
- 1956 Under vejr med mig selv
- 1957 Efterkrig
- 1960 Konfrontation
- 1961 Camouflage
- 1962 Voliere
- 1963 Portræt
- 1965 Amagerdigte
- 1965 Diskret ophold
- 1967 Fædrelandssange
- 1970 Mytologi
- 1973 Forelsket
- 1973 Scener fra det daglige liv
- 1974 25 desperate digte
- 1975 Den søndag
- 1976 Stranden
- 1979 Livsfrisen
- 1981 Spansk motiv
- 1982 Landet Atlantis
- 1984 Det svævende træ
- 1984 Udenfor har vinden lagt sig
- 1987 Byens tvelys
- 1988 Septembersang
- 1991 150 korte og meget korte tekster
- 1991 Bjerget i himlen
- 1992 Krigen
- 1994 Kandestedersuiten
- 1996 Leksikon
- 1998 Terrain vagues

### Narrativa
- 1958 Den kroniske uskyld
- 1964 Og andre historier
- 1966 Operaelskeren
- 1967 Arkivet
- 1967 Rif
- 1968 Lonni og Karl
- 1969 Anna (jeg) Anna
- 1969 Rejsende
- 1970 Marts 1970
- 1970 I medgang og modgang

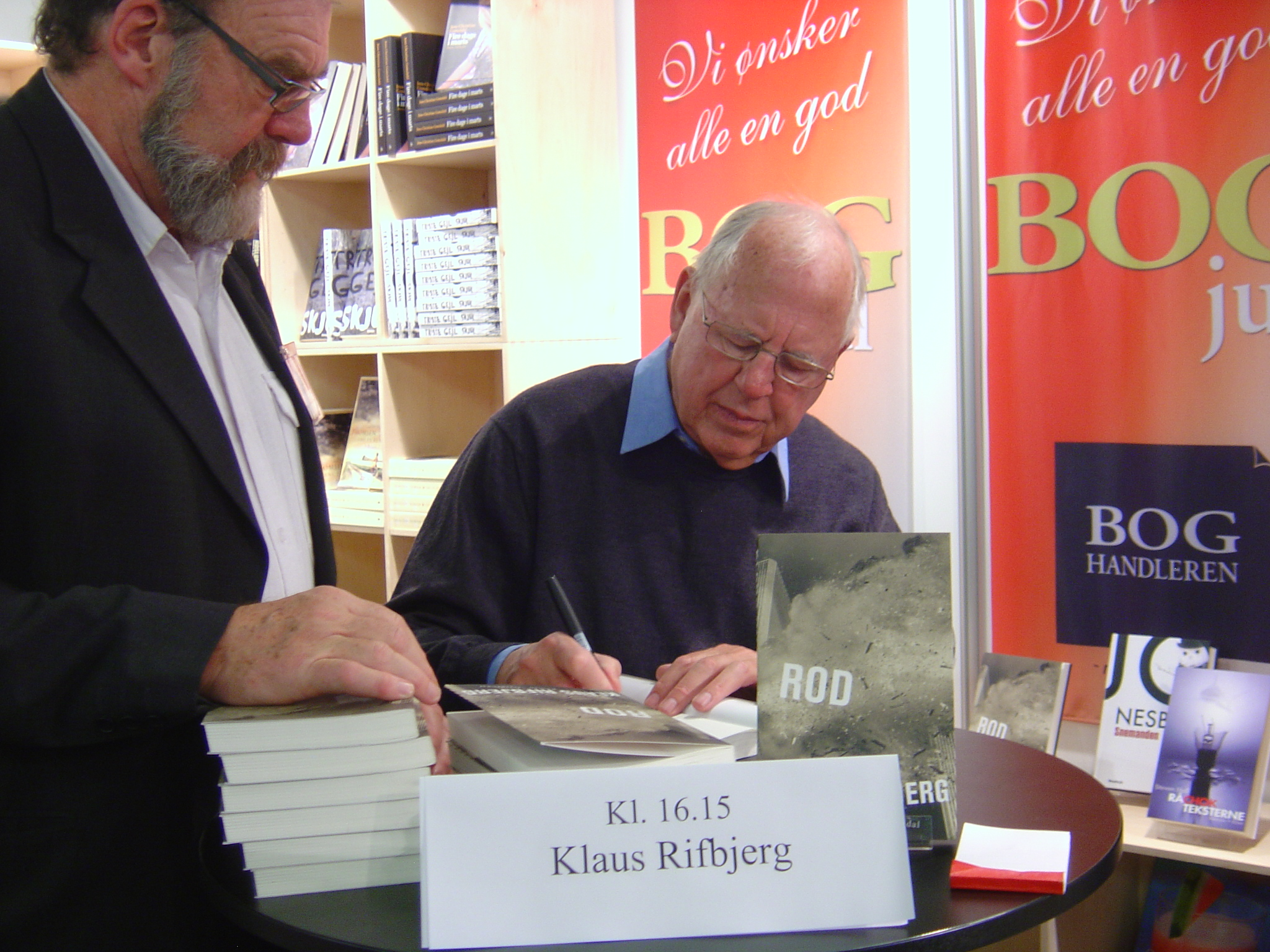
Rifbjerg en 2008.

- 1971 Lena Jørgensen, Klintevej 4, 2650 Hvidovre
- 1971 Leif den Lykkelige jun.
- 1971 Narrene
- 1971 Til Spanien
- 1971 Svaret blæser i vinden
- 1972 Dengang det var før
- 1972 R.R.
- 1972 Rifbjergs lytterroman
- 1972 Brevet til Gerda
- 1972 Den syende jomfru og andre noveller
- 1973 Dilettanterne
- 1973 Spinatfuglene
- 1974 Du skal ikke være ked af det, Amalia
- 1974 En hugorm i solen
- 1974 Sommer
- 1975 Tak for turen
- 1975 Vejen ad hvilken
- 1976 Kiks
- 1976 Det korte af det lange
- 1976 Twist
- 1977 Et bortvendt ansigt
- 1977 Deres Majestæt!
- 1977 Drengene
- 1979 Joker
- 1979 Voksdugshjertet
- 1980 Det sorte hul
- 1981 De hellige aber
- 1982 Mænd og kvinder
- 1982 Jus
- 1983 Hvad sker der i kvarteret
- 1983 En omvej til klostret
- 1983 Patience
- 1984 Falsk forår
- 1985 Harlekin skelet
- 1987 Byens tvelys
- 1987 Japanske klip
- 1987 Engel
- 1989 Det svage køn
- 1989 Det ville glæde
- 1989 Linda og Baronen
- 1991 Rapsodi i blåt
- 1991 Den hemmelige kilde
- 1993 Vi bliver jo ældre
- 1994 Hjemve
- 1994 Synderegistret
- 1994 Kandestedersuiten
- 1996 Berlinerdage
- 1996 Divertimento i mol
- 1997 Andre tider
- 1999 Billedet
- 1999 Kort sagt
- 2001 Regnvejr
- 2002 Nansen og Johansen